# Костел Вознесіння Святої Діви Марії (Будслав)
Косте́л Вознесі́ння Свято́ї Ді́ви Марі́ї (біл. Касьцёл Унебаўзяцьця Найсьвяцейшай Панны Марыі) — колишній бернардинський, тепер парафіяльний католицький храм у містечку Будслав Медельського району Мінської області; пам'ятник архітектури та історії культури. Костел Вознесіння є місцем щорічного паломництва (2 липня) християн з різних областей Білорусі і Польщі. У 2011 році процесія налічувала близько 2,5 тисячі паломників.

## Історія
Вперше згадується в документах 1504 року, коли великий князь литовський Олександр подарував вільнюським бернардинам 6000 моргів лісу у Мінському повіті. Монахи, які отримали землю, жили по 2-4 людини у будівлях-будах, маючи при цьому каплицю.
В 1591 році був побудований дерев'яний храм Відвідання Марії Єлизаветою, у якому знаходився чудодійний образ Матері Божої, привезений у 1598 році Яном Пацом з Риму (подарунок Папи Климента VIII) і в 1613 році переданий у костел. У 1643 році побудований новий костел, а в 1750 — житловий корпус. 29 червня 1767 було розпочато будівництво нового костелу.

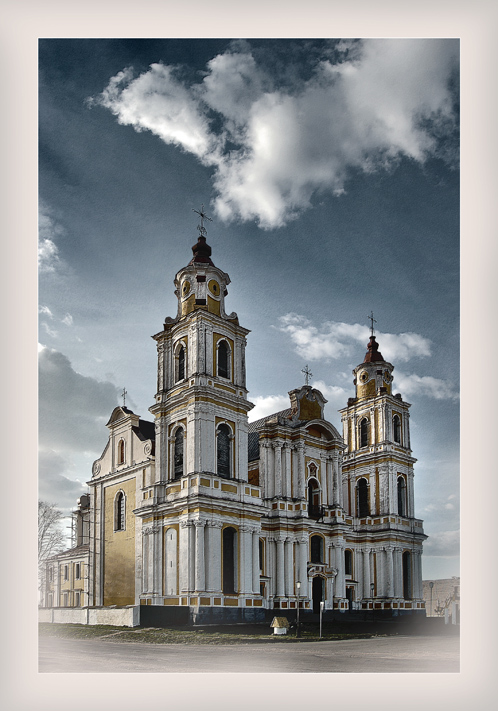
Костел у 2012 році

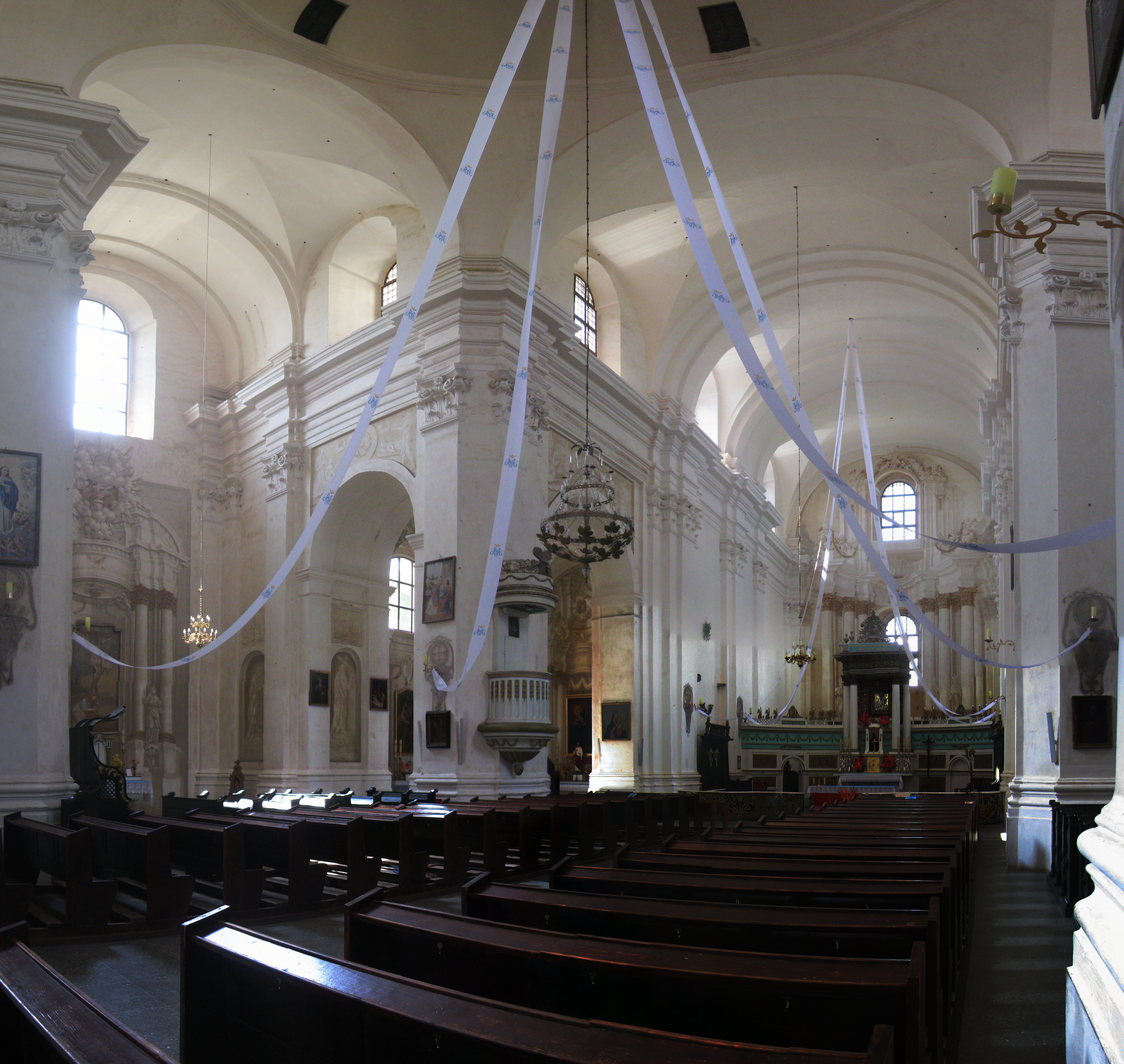
Інтер'єр костелу

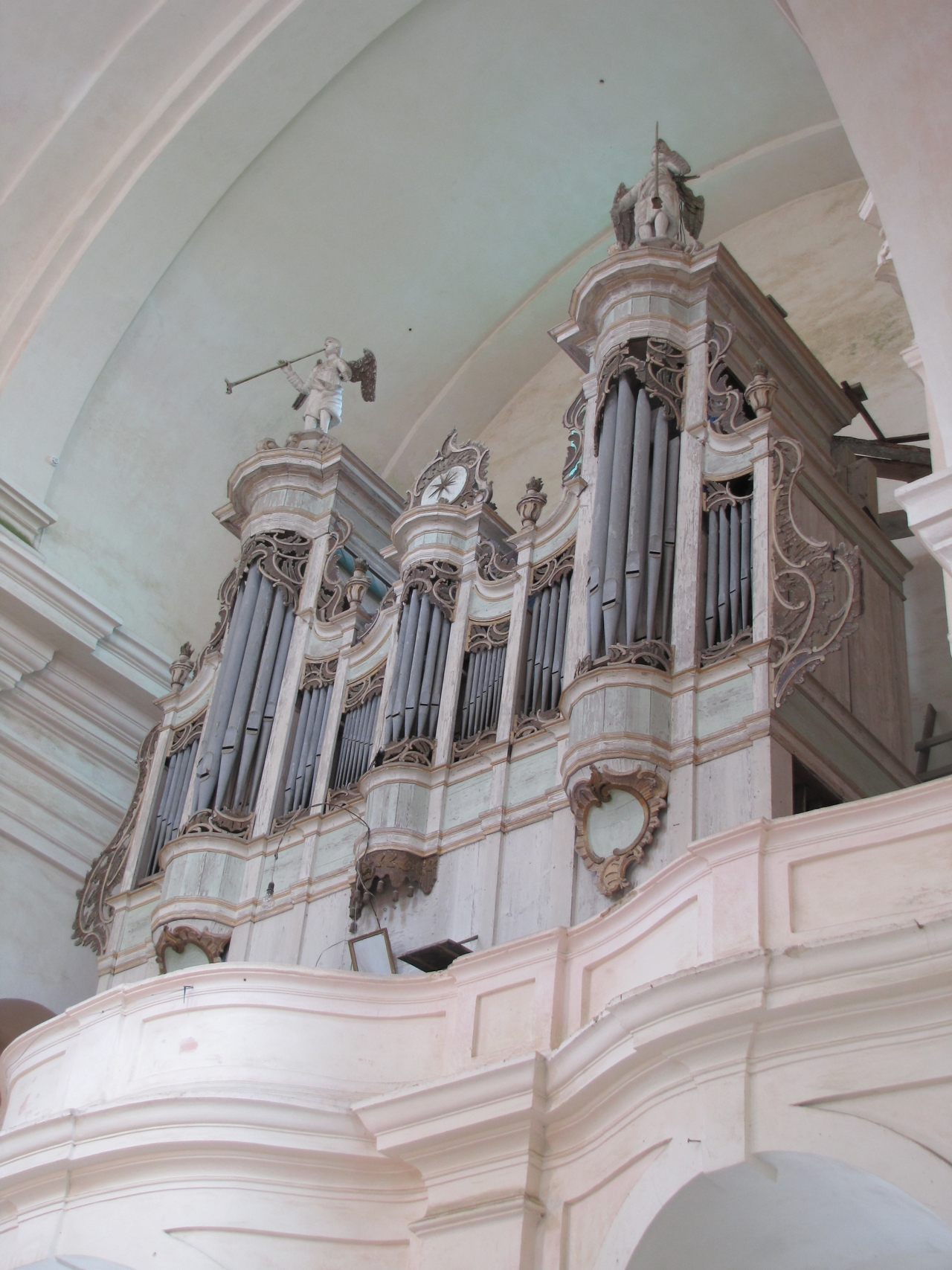
Орган

У 1783 році костел був освячений на честь Вознесіння Матері Божої. Протягом другої половини XVIII століття до нього були прибудовані різні костельні помешкання. З 1756 року при монастирі існувала музична школа, у 1793–1842 — двокласна школа та лікарня. У 1731–1797 роках у духовній школі монастиря вивчали моральну теологію і риторику, при цьому монахів налічувалося 4-17 осіб.
Після закриття храму в 1852 році деякі його монахи брали участь у повстанні 1863–1864 років.
На сьогодні у костелі служать єпархіальні священики. Поруч з храмом знаходиться будинок плебанії XIX століття.
11 травня 2021 року у костелі сталася пожежа, внаслідок якої згорів дах храму.